# Gaetano Stampa
Gaetano Stampa (né le 1er novembre 1667 à Milan, dans l'actuelle région Lombardie, alors capitale du duché de Milan, et mort dans la même ville le 23 décembre 1742) est un cardinal italien du XVIIIe siècle.

## Biographie
Gaetano Stampa est nommé archevêque titulaire de Chalcédoine (de) en 1717, avant d'être envoyé comme nonce apostolique dans le grand-duché de Toscane en 1718 puis dans la république de Venise de 1720 jusqu'en 1730. 
Il est secrétaire de la Congrégation des évêques et des réguliers en 1734. À partir de 1740, Gaetano Stampa est archevêque de Milan.
Le pape Clément XII le crée cardinal lors du consistoire du 23 février 1739. Il participe au conclave de 1740 lors duquel Benoit XIV est élu pape.

## Succession apostolique
Gaetano Stampa a ordonné les évêques suivants :
- Évêque Nikola Tomašić (1722)